# محمود شلباية
محمود عمر شلباية، من مواليد 20 مايو 1980 في الأردن، لاعب كرة قدم أردني من أصل فلسطين. بدأ مسيرته الكروية مع نادي الوحدات في عام 1998م بعد 3 سنوات مع الفئات السنية للنادي، وهو يلعب مع النادي حتى الآن. كما يلعب مع منتخب الأردن لكرة القدم منذ عام 1999.
له عدة مشاركات دولية، أبرزها كأس آسيا 2004 وفيه سجل هدفاً في مرمى منتخب اليابان؛ وهو ثاني أفضل هدّاف في تاريخ منتخب الأردن بعد بدران الشقران صاحب الـ 45 هدف، فيما سجل شلباية 32 هدفاً في 68 لقاء. أفضل هداف في تاريخ الوحدات 131 هدفا.

## بطولاته
22 لقب موزعة كالتالي:
- دوري المناصير الأردني للمحترفين «6 مرات»: 2005، 2007، 2008، 2009، 2011، 2015.
- كأس الأردن «4 مرات»: 2000، 2009، 2010، 2011.
- درع الاتحاد الأردني «5 مرات»: 2002، 2004، 2008، 2010، 2011.
- كأس السوبر الأردنية «7 مرات»: 1998، 2000، 2001، 2005، 2008، 2009، 2010.

## أهدافه الدولية
| #  | التاريخ                        | المكان       | الخصم          | Score                         | النتيجة | المنافسة                             |
| -- | ------------------------------ | ------------ | -------------- | ----------------------------- | ------- | ------------------------------------ |
| 1  | 25 نيسان (أبريل)، 2001         | طشقند        | تايبيه الصينية | 2-0                           | فوز     | تصفيات كأس العالم لكرة القدم 2002    |
| 2  | 9 شباط (فبراير)، 2002          | تاقلعي       | مالطا          | 2-1                           | خسارة   | مباراة ودية                          |
| 3  | 1 أيلول (سبتمبر)، 2002         | دمشق         | لبنان          | 1-0                           | فوز     | بطولة اتحاد غرب آسيا لكرة القدم 2002 |
| 4  | 7 كانون أول (ديسمبر)، 2002     | المنامة      | البحرين        | 3-0                           | فوز     | مباراة ودية (هدفان)                  |
| 5  | 23 كانون أول (ديسمبر)، 2002    | مدينة الكويت | الكويت         | 2-1                           | فوز     | مباراة ودية                          |
| 6  | 26 كانون أول (ديسمبر)، 2003    | عمان         | إيران          | 3-2                           | فوز     | تصفيات كأس آسيا 2004                 |
| 7  | 18 تشرين الثاني (نوفمبر)، 2003 | عمان (مدينة) | كوريا الشمالية | 3-0                           | فوز     | تصفيات كأس آسيا 2004                 |
| 8  | 18 شباط (فبراير)، 2004         | عمان (مدينة) | لاوس           | 5-0                           | فوز     | تصفيات كأس العالم لكرة القدم 2006    |
| 9  | 30 أيار (مايو)، 2004           | عنابة        | الجزائر        | 1-1                           | تعادل   | مباراة ودية                          |
| 10 | 21 حزيران (يونيو)، 2004        | طهران        | العراق         | 2-0                           | فوز     | بطولة اتحاد غرب آسيا لكرة القدم 2004 |
| 11 | 31 تموز (يوليو)، 2004          | تشونغتشينغ   | اليابان        | 1-1 a.e.t. (1:1, 1:1) 4:3 PSO | خسارة   | كأس آسيا 2004                        |
| 12 | 21 آب (أغسطس)، 2004            | عمان (مدينة) | لبنان          | 2-2                           | تعادل   | مباراة ودية (هدفان)                  |
| 13 | 8 تشرين أول (أكتوبر)، 2004     | بانكوك       | تايلاند        | 3-2                           | فوز     | مباراة ودية                          |
| 14 | 20 تشرين أول (أكتوبر)، 2004    | طرابلس       | الإكوادور      | 3-0                           | فوز     | مباراة ودية                          |
| 15 | 22 شباط (فبراير)، 2006         | عمان (مدينة) | باكستان        | 3-0                           | فوز     | تصفيات كأس آسيا 2007                 |
| 16 | 28 تشرين أول (أكتوبر)، 2007    | عمان (مدينة) | قرغيزستان      | 2-0                           | فوز     | تصفيات كأس العالم لكرة القدم 2010    |
| 17 | 24 كانون الثاني (يناير)، 2008  | إمارة دبي    | العراق         | 1-1                           | تعادل   | مباراة ودية                          |
| 18 | 28 كانون الثاني (يناير)، 2008  | عمان (مدينة) | لبنان          | 4-1                           | فوز     | مباراة ودية                          |
| 19 | 30 كانون الأول (ديسمبر)، 2009  | جينان        | الصين          | 2-2                           | تعادل   | مباراة ودية (هدفان)                  |

## روابط خارجية
- محمود شلباية على موقع الاتحاد الدولي (مؤرشف)  (الإنجليزية)
- محمود شلباية على موقع ناشيونال فوتبول تيمز (الإنجليزية)
- محمود شلباية على موقع Soccerway.com (الإنجليزية)
- محمود شلباية على موقع كووورة